# Inkosi Langalibalele Local Municipality
Inkosi Langalibalele (englisch Inkosi Langalibalele Local Municipality) ist eine Lokalgemeinde im Distrikt Uthukela der südafrikanischen Provinz KwaZulu-Natal. Der Verwaltungssitz der Gemeinde befindet sich in Estcourt. Bürgermeisterin ist Jabulile Membrey Mbhele.
Sie entstand ab dem 3. August 2016 durch die Zusammenlegung der Gemeinden Imbabazane und Umtshezi.
Der Gemeinde wurde nach Inkosi Langalibalele (auch Langalibalele I.) benannt, einem Oberhaupt der Hlubi im 19. Jahrhundert, der von einem britischen Gericht wegen Hochverrats verurteilt wurde.

## Städte und Orte
| - Bhekuzulu - CornFields - Edashi - Emandabeni - Emdwebu - Emhlabathini - Emoyeni - Engonyameni | - Etatane - Estcourt - Ezitendeni - Good Home - Maqabaqabeni - Mqedandaba - Rensburgsdrift - Shayamoya | - Weenen - Wembesi |

## Bevölkerung
2011 lebten in dem Gebiet 196.226 Einwohner auf einer Fläche von 3399 Quadratkilometern.